# Sa’a
Ne doit pas être confondu avec Sa'a (Cameroun).
Le sa’a est une des langues des Salomon du Sud-Est, parlée dans les îles Three Sisters, au sud de Malaita et à Ulawa, par 11 500 locuteurs (selon la répartition suivante : 7 298 Sa'a, 3 304 Ulawa et 917 Uki Ni Masi). Elle s'appelle aussi Apae’aa, Saa ou South Malaita. L'ulawa est un dialecte de même que l'uki ni masi (Ugi). La langue est presque moribonde à Uki Ni Masi.

## Prononciation
|         | Antérieure | Centrale | Postérieure |
| ------- | ---------- | -------- | ----------- |
| Fermée  | i          |          | u           |
| Moyenne | e          |          | o           |
| Ouverte |            | a        |             |

|           | Labiale | Labiale | Alvéolaire | Alvéolo- palatale | Vélaire | Glottale |
| --------- | ------- | ------- | ---------- | ----------------- | ------- | -------- |
| Occlusive | p       | pʷ      | t          |                   | k       | ʔ        |
| Fricative |         |         | s          |                   |         | h        |
| Nasale    | m       | mʷ      | n          |                   | ŋ       |          |
| Latérale  |         |         | l          |                   |         |          |
| Battue    |         |         | ɾ          |                   |         |          |
| Spirante  | w       |         |            |                   |         |          |